# Amaurobius hercegovinensis
Amaurobius hercegovinensis là một loài nhện trong họ Amaurobiidae.
Loài này thuộc chi Amaurobius. Amaurobius hercegovinensis được Wladislaus Kulczynski miêu tả năm 1915.